# Laussonne
Laussonne é uma comuna francesa na região administrativa de Auvérnia-Ródano-Alpes, no departamento de Alto Loire. Estende-se por uma área de 25,31 km². Em 2010 a comuna tinha 1 032 habitantes (densidade: 40,8 hab./km²).